# Martos Hanga
Martos Hanga (Pécs, 1999. február 19. –) magyar színésznő.

## Életpályája
2017-ben érettségizett a helyi Szent Mór Iskolaközpontban. 2018-2023 között a Kaposvári Egyetem színművész szakán tanult, Kéri Kitti és Uray Péter osztályában. 2023-2025 között a Nemzeti Színház tagja volt.

## Színházi szerepei

### Nemzeti Színház
- István király (2024) – Gyöngy
- Don Juan (2023) – Donna Elvira
- Bánk bán (2023) – Izidóra
- A kaukázusi krétakör (2023) – Zsuzsuna / Fiatal lány / Parasztasszony / Tiktárnő
- Tündöklő Jeromos (2022) – Ágnes, leány
- Agón (2022)
- Az ajtó (2021) – A lány Emerenc

### Thália Színház
- Ványa bá (2023) – Szonya, Szerebjakov leánya az első házasságból

### Pécsi Nemzeti Színház
- Csókos asszony (2020) – Pünkösdi Kató